# William Thomas Hamilton
William Thomas Hamilton, född 8 september 1820 i Boonsboro, Maryland, död 26 oktober 1888 i Hagerstown, Maryland, var en amerikansk demokratisk politiker. Han representerade delstaten Maryland i båda kamrarna av USA:s kongress, först i representanthuset 1849–1855 och sedan i senaten 1869–1875. Han var guvernör i Maryland 1880–1884.
Hamilton studerade vid Jefferson College (numera Washington & Jefferson College) i Pennsylvania. Han studerade sedan juridik och inledde 1845 sin karriär som advokat i Maryland. Han efterträdde 1849 James Dixon Roman som kongressledamot. Han omvaldes 1850 och 1852. Efter sin tid representanthuset var Hamilton verksam som jordbrukare och fortsatte dessutom som advokat i Hagerstown.
Hamilton efterträdde 1869 William Pinkney Whyte som senator för Maryland. Han efterträddes sex år senare av företrädaren Whyte.
Hamilton besegrade republikanen James Albert Gary i guvernörsvalet i Maryland 1879. Han efterträdde i januari 1880 John Lee Carroll som guvernör. Han efterträddes fyra år senare av Robert Milligan McLane.
Hamilton var presbyterian. Han gravsattes på Rose Hill Cemetery i Hagerstown.